# Doryctes molorchi
Doryctes molorchi är en stekelart som beskrevs av Fischer 1971. Doryctes molorchi ingår i släktet Doryctes och familjen bracksteklar. Inga underarter finns listade i Catalogue of Life.